# Maurice Lazarus

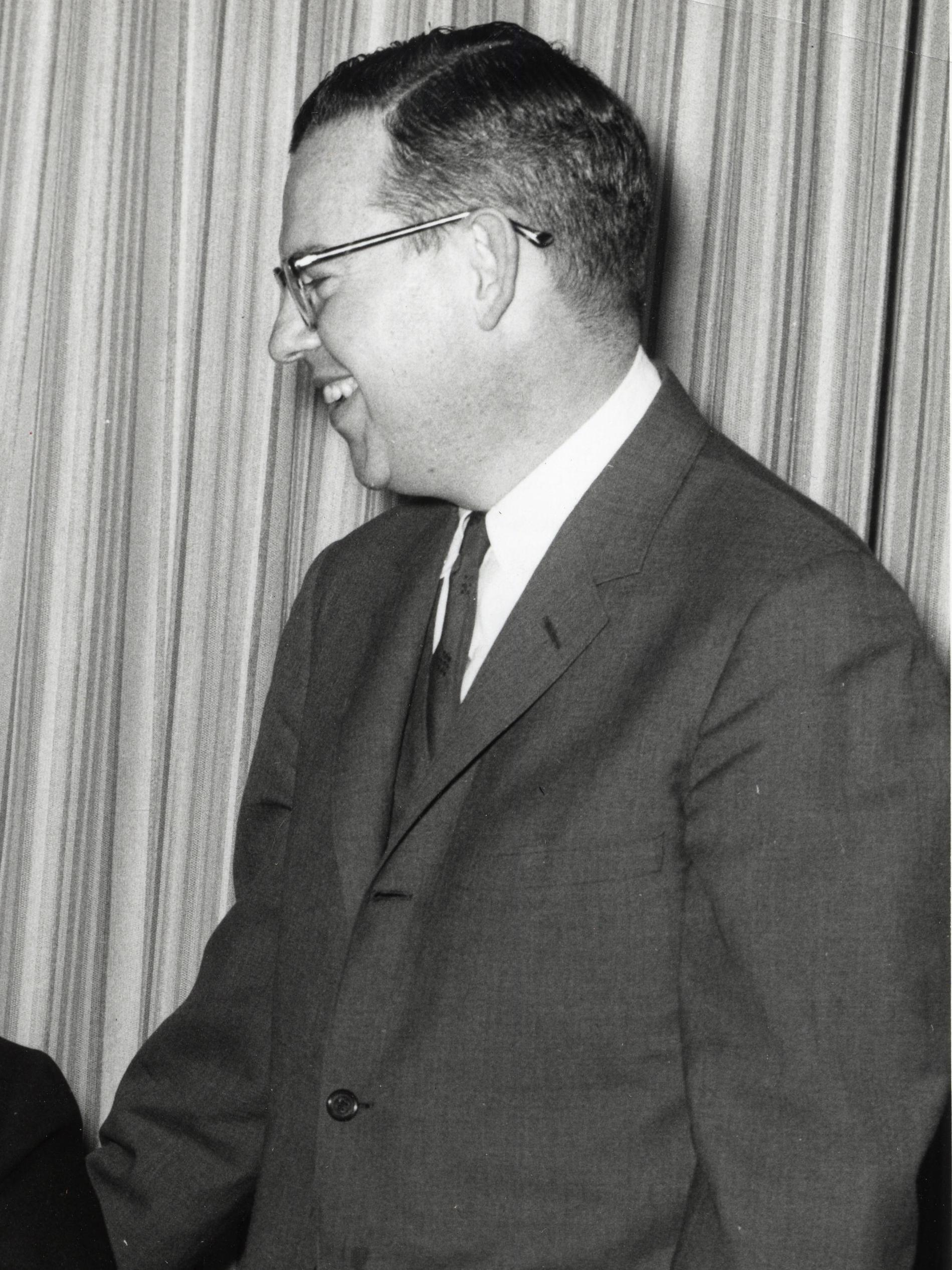
Maurice Lazarus (Bild aus den 1960er Jahren)

Maurice Lazarus (* 27. Juni 1915 in Columbus, Ohio; † 4. Mai 2004 in Cambridge, Massachusetts) war ein US-amerikanischer Unternehmer und Bildungs- und Gesundheitsfunktionär.
Maurice Lazarus studierte an der Ohio State University und schloss 1937 sein Studium an der Harvard University ab. Er arbeitete zunächst beim Lazarus Department Store, einem Kaufhaus in Columbus, das sein Großvater gegründet hatte und das mit einigen anderen Kaufhäusern (darunter Bloomingdale’s und Filene’s) zu Federated Department Stores fusionierte (heute Macy’s, die größte Kaufhauskette der Vereinigten Staaten). Nach seinem Militärdienst in der Army of the United States (AUS, 1941 bis 1946) arbeitete Lazarus bei Foley’s in Houston, Texas, und bei Filene’s in Boston, Massachusetts, zuletzt als deren Präsident (bis 1965). Bis 1982 blieb Lazarus als Leiter der Finanzabteilung im Unternehmen aktiv. Er hatte zahlreiche Positionen in Aufsichtsräten von Unternehmen, Universitäten und Gesundheitseinrichtungen inne.
Nach seinem Eintritt in den Ruhestand gehörte Lazarus zu den Gründern des Harvard Pilgrim Health Care, einer non-profit Health Maintenance Organization. Er gehörte zum Board of Overseers der Harvard University, einem einflussreichen und prestigeträchtigen Aufsichtsgremium der Universität. Weitere Positionen hatte er als Direktor der Alumni-Organisation von Harvard, als Mitglied des Beirats für eine nationale Krankenversicherung des U.S. Department of Health, Education and Welfare (heute Ministerium für Gesundheitspflege und Soziale Dienste der Vereinigten Staaten) und als Mitglied des Beirats der Presidential Commission on the Status of Women (etwa: Präsidialkommission für Frauenfragen) unter Präsident Lyndon B. Johnson.
1988 wurde Lazarus in die American Academy of Arts and Sciences gewählt.
Lazarus starb an Lungenkrebs. Er war zweimal verheiratet. Aus seiner ersten Ehe ab 1942 mit Nancy Stix († 1985) stammten zwei Kinder. Seine zweite Ehefrau Nell Eurich († 2008), Witwe des ehemaligen Präsidenten der State University of New York Alvin C. Eurich, brachte zwei Kinder in die Ehe (1988) mit.